# Juan Carlos Mariño
Juan Carlos Mariño (Lima, Provincia de Lima, Perú, 2 de enero de 1982) es un exfutbolista peruano. Jugaba como mediocentro organizador y su último equipo fue la Academia Deportiva Cantolao.También fue internacional con la selección peruana de fútbol. Tiene 43 años y actualmente es entrenador del equipo de Reserva de la Academia Cantolao.

## Trayectoria
Se formó como jugador en las categorías inferiores del Club Atlético Lanús de Argentina. 
Completó la temporada 2006 - 2007 con el Cienciano del Cuzco, club con el que destacó y quedó subcampeón del Campeonato Descentralizado 2006. De ahí fichó por Alianza Lima en julio del 2007.
Poco después de haberse convertido en uno de los fichajes de Alianza, el Hércules CF de la ciudad de Alicante pujó muy fuerte por Mariño. En el equipo herculano firmó por una temporada con opción a 3 más. El jugador en febrero de 2008 afirmó su deseo de seguir en el Hércules CF donde se sentía a gusto.
Fue presentado el lunes 25 de agosto como futbolista del Cádiz Club de Fútbol de la Segunda División de España con la condición de que el equipo gaditano juegue en la Liga Adelante en la temporada 2008/2009. No obstante, el Cádiz al final tuvo que jugar en la Segunda División B de España, donde no se permiten extranjeros, por lo que Mariño fue cedido a préstamo al Cienciano hasta junio de 2009.
Para la temporada 2009 Mariño llegó al Atlético Nacional, equipo del Fútbol Profesional Colombiano, club del cual salió por bajo rendimiento en el mes de mayo. Para el segundo semestre, Mariño es contratado por el Deportivo Cali por los próximos seis meses, en los cuales no tiene un buen desempeño. Por ello, a finales de 2009 sale del club "verdiblanco".
El año 2010 jugó por Sport Boys hasta mediados del 2011 que volvió al Cienciano.
El año 2012 fue campeón con Sporting Cristal, el 2013 jugó en el fútbol mexicano hasta mediados del 2014 donde regresó al Perú para jugar en el Juan Aurich.
En 2015 descendió con León de Huánuco. Sus últimos clubes fueron Real Garcilaso el 2016 y Academia Cantolao donde se retiró el 2018.

## Selección nacional
Disputó la Copa América 2007 celebrada en Venezuela, donde logró un gol memorable a la Selección de fútbol de Uruguay en el debut peruano en dicho torneo.
No fue convocado por el seleccionador Chemo del Solar por petición del propio jugador para centrarse en su carrera en el Hércules y adaptarse con ritmo de juego al fútbol español. Fue convocado nuevamente para el partido amistoso contra la selección de Costa Rica.

### Participaciones en Copas América
| Copa              | Sede      | Resultado        | Partidos | Goles | Asist. |
| ----------------- | --------- | ---------------- | -------- | ----- | ------ |
| Copa América 2007 | Venezuela | Cuartos de final | 4        | 1     | 2      |

### Participaciones en Eliminatorias
| Eliminatorias                    | Selección | Resultado          | Partidos | Goles |
| -------------------------------- | --------- | ------------------ | -------- | ----- |
| Eliminatorias Sudamericanas 2010 | Perú      | 10º (No clasificó) | 4        | 1     |
| Eliminatorias Sudamericanas 2014 | Perú      | 7º (No clasificó)  | 2        | 1     |

## Clubes
| Club                | País      | Año       | PJ | Goles |
| ------------------- | --------- | --------- | -- | ----- |
| Lanús               | Argentina | 2000-2002 | 6  | 1     |
| Argentinos Juniors  | Argentina | 2003-2004 | 27 | 0     |
| Lanús               | Argentina | 2004      | 6  | 0     |
| Dinamo Tirana       | Albania   | 2005      | 3  | 1     |
| Lanús               | Argentina | 2006      | 6  | 0     |
| Cienciano           | Perú      | 2006-2007 | 15 | 3     |
| Alianza Lima        | Perú      | 2007      | 4  | 1     |
| Hércules            | España    | 2007-2008 | 28 | 2     |
| Cádiz               | España    | 2008      | 0  | 0     |
| Cienciano           | Perú      | 2008      | 11 | 2     |
| Atlético Nacional   | Colombia  | 2009      | 5  | 0     |
| Deportivo Cali      | Colombia  | 2009      | 11 | 1     |
| Sport Boys          | Perú      | 2010      | 18 | 1     |
| Cienciano           | Perú      | 2010-2011 | 29 | 7     |
| Sporting Cristal    | Perú      | 2012      | 32 | 7     |
| Querétaro           | México    | 2013      | 9  | 0     |
| Delfines del Carmen | México    | 2013      | 1  | 0     |
| Juan Aurich         | Perú      | 2014      | 17 | 2     |
| León de Huánuco     | Perú      | 2015      | 8  | 0     |
| Real Garcilaso      | Perú      | 2016      | 12 | 2     |
| Academia Cantolao   | Perú      | 2017      | 5  | 0     |

### Como Asistente Técnico
| Club              | País | Año       |
| ----------------- | ---- | --------- |
| Academia Cantolao | Perú | 2017-2018 |

### Como entrenador
| Club                             | País | Año       |
| -------------------------------- | ---- | --------- |
| Academia Cantolao (Reservas)     | Perú | 2018-2019 |
| Deportivo Llacuabamba (Reservas) | Perú | 2020      |
| Academia Cantolao                | Perú | 2025 -    |

## Palmarés

### Campeonatos nacionales
| Título                    | Club             | País | Año  |
| ------------------------- | ---------------- | ---- | ---- |
| Torneo Clausura           | Cienciano        | Perú | 2006 |
| Primera División del Perú | Sporting Cristal | Perú | 2012 |

### Distinciones individuales
| Distinción                                                    | Año  |
| ------------------------------------------------------------- | ---- |
| Mejor Jugador Mediocampista de la Liga de Fútbol de Perú      | 2006 |
| Jugador Revelación de la Liga de Fútbol de Perú               | 2006 |
| Incluido en el mejor 11 de la 1ª fase de la Copa América 2007 | 2007 |